# سیف‌آباد (اسدآباد)
سیف‌آباد (اسدآباد)، روستایی از توابع بخش مرکزی شهرستان اسدآباد در استان همدان ایران است.

## جمعیت
این روستا در دهستان جلگه قرار دارد و براساس سرشماری مرکز آمار ایران در سال ۱۳۹۵، جمعیت آن ۲۳۹ نفر (۷۵خانوار) بوده‌است.